# Chromium (film)
Chromium (oryg. Krom) – albańsko-grecko-niemiecko-kosowski dramat filmowy z 2015 roku w reżyserii Bujara Alimaniego, będący drugim obrazem fabularnym w jego dorobku.

## Fabuła
Bohater filmu, 15-letni Adi stracił ojca i mieszka na obrzeżach miasta z głuchoniemą matką i młodszym bratem. Aby utrzymać rodzinę podejmuje nielegalnie pracę w kopalni chromu. Jego powiernikiem staje się młoda nauczycielka matematyki z miejscowej szkoły.

## Nagrody i wyróżnienia
Film otrzymał nagrodę krytyków na Międzynarodowym Festiwalu Filmowym w Otranto, a także nagrodę jury na Festiwalu Filmowym w Aleksandrii. W 2016 film został zgłoszony jako oficjalny albański kandydat do rywalizacji o 89. rozdanie Oscara w kategorii najlepszego międzynarodowego filmu fabularnego, ale nie uzyskał nominacji.

## Obsada
- Fredjon Ruçi jako Adi
- Klodjana Keco jako matka Adiego
- Denis Shira jako brat Adiego
- Mirela Naska jako nauczycielka
- Kasem Hoxha
- Suela Bako